# Irlanda do Sul
A Irlanda do Sul foi uma entidade autónoma situada na Irlanda e prevista na Acta de Governo da Irlanda (1920). Este documento, também conhecido por Fourth Home Rule Act visava encontrar uma solução para o problema que tinha dividido a sociedade irlandesa desde a década de 1880, nomeadamente os conflitos entre unionistas e nacionalistas.
A Acta de governo dividiu a ilha da Irlanda em duas partes: Irlanda do Norte (com uma extensão de aproximadamente 15% da ilha, no nordeste) e Irlanda do Sul. Ambas as regiões tinham parlamentos bicameralistas e executivos separados. Ambos os estados estavam unidos por um Lord Lieutenant, que era o representante do Rei, e fonte do poder executivo dos dois estados, e o Conselho da Irlanda, que os ingleses haviam prometido aos nacionalistas que seria o embrião de um parlamento panirlandês.
Na realidade, enquanto que a Irlanda do Norte se converteu numa entidade plenamente funcional, com um parlamento e um executivo que existiram até 1972, a Irlanda do Sul nunca foi uma realidade. O parlamento previsto foi boicotado pelos parlamentares do Sinn Féin, que em 1918 haviam instituído um parlamento paralelo à margem da Acta de 1920 (a Dáil Éireann ou Assembleia da Irlanda). Em 1921, na votação para a constituição do Parlamento de Irlanda do Sul, o Sinn Féin conseguiu 124 dos 128 lugares do parlamento. Em Junho de 1921, quando oficialmente começavam as sessões do parlamento, apenas se apresentaram os 4 representantes que conseguiram os unionistas e alguns senadores designados por Inglaterra. Por isso, o parlamento sul-irlandês nunca se constituiu formalmente.
O estado da Irlanda do Norte, ao contrário da Irlanda do Sul, nunca teve uma existência autónoma, e a sua soberania nunca passou do papel escrito. Acabou sendo eclipsado pela República Irlandesa entre 1919-1922, que tinha um apoio social maioritário, e, mais tarde, confirmar-se-ia o seu desaparecimento com a criação do Estado Livre Irlandês.